# 南投縣
南投縣是中華民國臺灣省的縣，位處臺灣中部，臺灣本島的正中央，為唯二的內陸縣市（另一為嘉義市）。北隔烏溪、八仙山及白姑大山與臺中市相毗，西臨彰化、雲林兩縣，東鄰花蓮縣，南隔清水溪及玉山與雲林、嘉義、高雄三縣市相接:268。縣治位於南投市，南投縣內轄有1市、4鎮、8鄉（含2個山地鄉）。境內的草屯鎮及南投市為臺中彰化都會區的衛星城市，草屯鎮為縣內最大城市。縣境內主要的原住民族有賽德克族、布農族、泰雅族及居住在日月潭畔之邵族。臺灣最高峰玉山、最大半天然湖泊日月潭、最長河流濁水溪的源頭與臺灣地理中心皆位於該縣。特產包括青梅、香蕉、甘蔗、凍頂烏龍茶、紹興酒、竹藝品、筊白筍、香菇、南投陶、花卉。

## 歷史
南投地名由來，源自隸屬平埔族群的洪雅族支族之一的阿立昆族（Arikun）族語「Ramtau」，即以閩南語音譯為「南投」。《諸羅縣志》:「虎尾之北有大武郡山，東為南投山，內社二，溪南為南投，溪北為北投」，故得名「南投」。而北投指今草屯鎮（古北投堡）。
南投在明鄭時期屬天興縣（註：今臺南市以北均屬之），後屬北路安撫司。1683年（清康熙二十二年）隸屬於福建省臺灣府諸羅縣。1723年（雍正元年）增設彰化縣，該縣隸屬之。至1759年（乾隆二十四年）彰化縣於南投正式設縣丞，此為南投縣有政教之始。1875年（光緒元年）開山撫番成立埔里社廳，為南投縣獨立設置地方行政區劃的開端，1887年（光緒十三年）福建、臺灣分治，臺灣改制為臺灣省，這時的南投行政區屬臺灣府臺灣縣（縣治在今臺中市南區），縣丞駐南投堡。同時雲林縣衙設在竹山，管轄雲林縣。
1894年（光緒二十年）甲午戰爭清廷戰敗，遂於第二年（1895年）將臺、澎割讓日本。1895年劃入臺中縣，1901年獨立為南投廳，1920年改為臺中州南投郡、竹山郡、新高郡、能高郡。
1945年日本戰敗，戰後初期該縣仍屬臺中縣轄。1950年10月，實施地方自治，政府調整全省行政區，南投自臺中縣劃出單獨設南投縣，並於是年10月21日設立南投縣政府，此為南投縣之誕生。縣治設於南投鎮（今南投市）。1957年7月1日，臺灣省政府遷至南投縣南投市營盤口設置中興新村至2018年7月1日省政府實質上解散為止，不過依照中華民國憲法、憲法增修條文，保留名義上的省政府主席、省諮議會諮議長之職銜，省名義上仍存在，故南投仍為名義上的臺灣省省會所在地。

### 南投縣行政區劃演變
自清代設立南投縣丞起，先後屬彰化縣、埔里社廳、雲林縣及臺灣縣下，處理南投地區行政。而後日治初期劃分的1895年「臺灣民政支部」及1896年「臺中縣」時期，南投直隸於支部、縣之下，於1897年後方恢復區域行政機能。
| 年代 | 全臺區劃           | 機關名稱   | 行政區                                                                                                 | 備註 |
| ---- | ------------------ | ---------- | --- | --- |
| 1897 | 六縣三廳78辨務署   | 南投辨務署 | 南投堡、北投堡                                                                                         | |
| 1898 | 三縣三廳39辨務署   | 南投辨務署 | 南投堡、北投堡、沙連下堡、集集堡                                                                       | |
| 1899 | 三縣三廳30辨務署   | 南投辨務署 | 南投堡、北投堡、沙連下堡、集集堡、埔里社堡、五城堡、北港溪堡、武東堡（部分）                           | |
| 1901 | 二十廳             | 南投廳     | 南投堡、北投堡、沙連下堡、集集堡、埔里社堡、五城堡、北港溪堡、武東堡（部分）                           | |
| 1909 | 十二廳             | 南投廳     | 廳直隸、草鞋墩支廳、集集支廳、埔里社支廳、林圮埔支廳                                                   | 1914年新增霧社支廳 |
| 1920 | 五州二廳           | 臺中州     | 南投郡、竹山郡、能高郡、新高郡                                                                         | 南投郡(南投街、草屯庄(1938年升格草屯街)、中寮庄、名間庄)、竹山郡(竹山街、鹿谷庄)、能高郡(埔里街、國姓庄、能高郡蕃地)、新高郡(集集街、魚池、新高郡蕃地)     |
| 1945 | 八縣               | 臺中縣     | 南投區、竹山區、能高區、新高區                                                                         | 南投區(南投鎮、草屯鎮、中寮鄉、名間鄉)、能高區(埔里鎮、國姓鄉、仁愛鄉)、新高區(集集鎮、魚池鄉、信義鄉)、竹山區(竹山鎮、鹿谷鄉) |
| 1950 | 五市十六縣         | 南投縣     | 南投鎮、草屯鎮、中寮鄉、名間鄉、集集鎮、水里鄉、信義鄉、埔里鎮、國姓鄉、魚池鄉、仁愛鄉、竹山鎮、鹿谷鄉 | 1966年水裡鄉易名為水里鄉 |
| 2010 | 五院轄市三市十二縣 | 南投縣     | 南投市、草屯鎮、中寮鄉、名間鄉、集集鎮、水里鄉、信義鄉、埔里鎮、國姓鄉、魚池鄉、仁愛鄉、竹山鎮、鹿谷鄉 | 1966年水裡鄉易名為水里鄉 |
| 2014 | 六院轄市三市十一縣 | 南投縣     | 南投市、草屯鎮、中寮鄉、名間鄉、集集鎮、水里鄉、信義鄉、埔里鎮、國姓鄉、魚池鄉、仁愛鄉、竹山鎮、鹿谷鄉 | 1966年水裡鄉易名為水里鄉 |

## 地理
南投縣縣境絕大部分位於北回歸線以北（北回歸線通過其極南端），位於臺灣本島正中央，亦是唯一不靠海的縣份，但有唯一的島嶼：拉魯島，位於日月潭。縣內的信義鄉與高雄市桃源區、嘉義縣阿里山鄉交界處的玉山，為台灣島上最高峰。縣內眾多的高山擋下來自太平洋的季風水氣，提供台灣豐富的雨水來源，使台灣較同緯度的地區擁有更多的年雨量；縣境內並孕育出臺灣中部四大水系的其中兩個（濁水溪水系、烏溪水系）。

### 生活圈
南投縣以其境內生活圈可分為下列四大區塊：

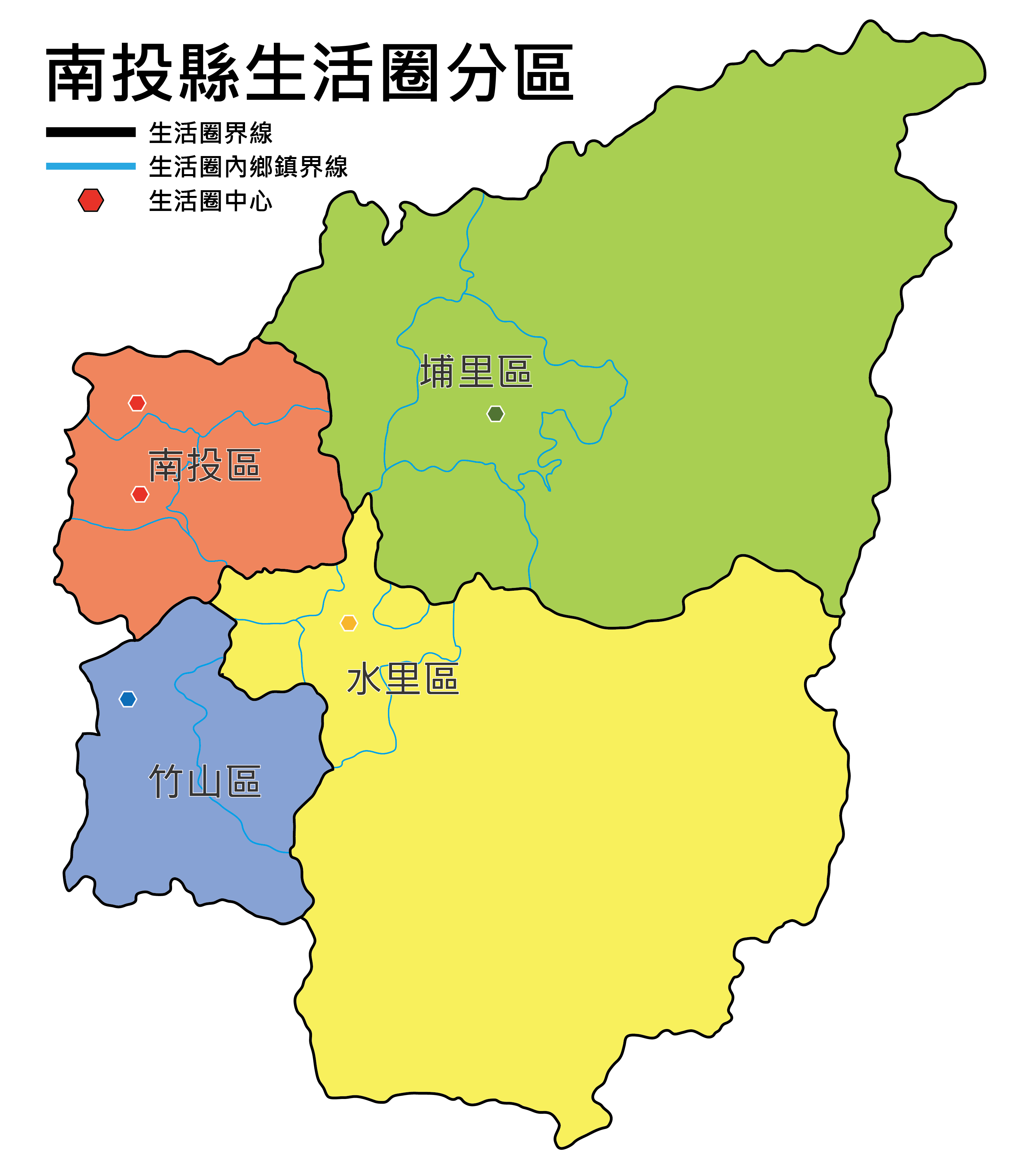
南投縣生活圈分區

- 南投：位於南投縣西北，包含南投市、中寮鄉、草屯鎮、名間鄉，以南投市、草屯鎮兩地為主要市鎮，彰化縣芬園鄉的人文經濟活動與本區也相當密切；分區人口數約有24.9萬多人。
- 埔里：位於南投縣東北，包含埔里鎮、國姓鄉、魚池鄉、仁愛鄉，以埔里鎮為核心市鎮，埔里鎮亦為通往日月潭、清境農場等旅遊景點之重要樞紐，921大地震後，由於中橫公路主線毀損，梨山地區與本生活圈有更多來往；分區人口數約有12.9萬多人。
- 竹山：位於南投縣西南，包含竹山鎮與鹿谷鄉，以竹山鎮為其主要市鎮，竹山鎮亦為通往太極峽谷、溪頭、杉林溪必經之地，本區與雲林縣斗六市往來密切，亦與雲林為共同就學區，且雲林縣地名來源即為鎮內之「雲林坪」；分區人口數約有7.1萬多人。
- 水：位於南投縣東南，包含水里鄉、集集鎮、信義鄉，以水里鄉為主要市鎮，本生活圈也包含鹿谷鄉清水溝地區；分區人口數約有4.3萬多人。

## 區劃人口

### 行政區劃
民國三十九年（1950年）調整行政區域，將臺中縣所屬南投區的2鎮2鄉、玉山區的1鎮1鄉、能高區的1鎮1鄉及竹山區的1鎮1鄉、中峰區的信義鄉、仁愛鄉等12個鄉鎮合併獨立為南投縣，並自集集鎮分出水里鄉，縣治設於南投鎮，轄5鎮、8鄉:61。民國七十年（1981年）南投鎮升格為縣轄市:70、72。全縣轄有1市（南投市）、4鎮（埔里鎮、草屯鎮、竹山鎮、集集鎮）、8鄉（名間鄉、鹿谷鄉、中寮鄉、魚池鄉、國姓鄉、水鄉，仁愛鄉、信義鄉為山地鄉），共有13個鄉鎮市:72。
| 南投縣行政區劃示意圖 |
|                      |

### 族群
南投縣境內各地的原住民族有賽德克族、泰雅族、布農族、邵族及居住在信義鄉望美村久美部落的鄒族。另有遷徙至南投縣的噶哈巫族、巴宰族、道卡斯族、巴布拉族、巴布薩族、阿立昆族、羅亞族。
清朝渡海至南投地區開發的人群，主要來自中國大陸福建省，以漳州府佔絕對優勢，漳州移民佔福建移民的91%，而泉州移民只佔4%；漳泉以外的移民構成福建族群之少數，有龍巖、永春、福州和汀州移民；廣東移民內部以嘉應州籍移民最多，主要分佈集中在埔里和國姓。

## 政治

### 縣政組織
南投縣政府是南投縣的最高行政機關，在中華民國政府架構中為縣自治的行政機關，同時負責執行中央機關委辦事項，南投縣的自治監督機關為行政院各部會（主要為內政部）。縣長由全體縣民直接選舉產生，任期為四年，連選可連任一次。南投縣政府並置縣政會議，為縣政最高決策機構，在縣長及副縣長之下，設有14個內部單位、7個所屬一級機關、20個所屬二級機關、174所各級學校。
南投縣縣長是南投縣政府之行政首長，負責綜理縣政，並指揮、監督所屬職員及機構，現任縣長為中國國民黨籍的許淑華。
南投縣議會是南投縣的最高民意機關，代表南投縣全體縣民立法和監察縣政府之施政。縣議員由公民直選選出，任期為四年，可連選連任。南投縣議會共有37位縣議員，分別為第一選區10席縣議員、第二選區8席縣議員、第三選區4席縣議員、第四選區5席縣議員、第五選區7席縣議員、第六選區1席縣議員、第七選區1席縣議員、第八選區1席縣議員，議長、副議長由37位縣議員互選產生。

### 選民結構及政治勢力
南投縣位於臺灣中部，乃全國唯一不臨海的縣，縣內的中興新村為臺灣省政府所在地。該縣人口結構上以河洛人為主，原住民人口也較為集中，外省人比例則較少。過去該縣選民結構藍大於綠，泛藍領先泛綠五個百分點左右，泛藍在各項選戰中得票皆領先泛綠，但近期已呈現藍綠五五波的態勢。當地政治生態主要由三大勢力主導，即泛藍的舊派、無黨派的新派、及泛綠的山頭勢力。而在歷屆總統大選中，該縣的泛藍得票率也較全國領先二至三個百分點。就地域而言，新派及泛綠票源在平原較為集中。舊派的經營則較為扎實，在全縣均有穩定的票源分布，尤其在山區優勢更為明顯。
該縣泛藍得票率較為穩定，泛綠表現則較不穩定。由於泛綠長期面臨內部整合問題，選舉常呈現分裂的狀態。然而，該縣亦曾於1990年代末期起，連續八年綠營執政。而整體而言，該縣無黨籍人士得票亦占有相當比率，其中縣議員及鄉鎮市長選舉皆占五成以上，顯示縣民投票並非以政黨為主要前提。
1950年10月21日，南投縣由臺中縣分出成立:選舉篇, 384。1951年5月，南投縣開始實施地方自治，首任民選縣長為李國禎:選舉篇, 384、385。自此，南投縣共計舉行了十九屆的縣長選舉:385－391:112－114。經2022年南投縣縣長選舉後，由中國國民黨籍的許淑華當選第十九屆縣長。
南投縣立法委員共分為二個選舉區，分別為南投縣第一選舉區（草屯鎮、國姓鄉、埔里鎮、仁愛鄉、中寮鄉、魚池鄉）與南投縣第二選舉區（南投市、名間鄉、集集鎮、竹山鎮、鹿谷鄉、水里鄉、信義鄉）:45，經2024年中華民國立法委員選舉後，南投縣第十一屆立法委員第一選舉區由中國國民黨籍的馬文君當選；第二選舉區由中國國民黨籍的游顥當選。

### 司法暨檢察機關
臺灣南投地方法院是南投縣的司法機關，屬於普通法院，當地居民之民、刑訴訟和審理由該機關辦理，其上訴法院為臺灣高等法院臺中分院。臺灣南投地方檢察署是南投縣的檢察機關，為當地檢察官執行檢察事務之執行機關。

## 文化

### 節慶
- 南投巧克力咖啡節
- 日月潭花火節
- 國姓鹿神祭
- 清境火把節、清境風車節
- 南投葡萄節[25]
- 南投梅子節
- 南投柳橙節
- 國姓搶成功節慶
- 南投花卉嘉年華
- 草屯稻草文化節

### 文學
文學史及相關論述
目前為止，還沒有一本關於南投區域文學史、南投地區古典文學，以及南投戰後文學發展之類的書籍出版，在市面上流通。至於碩博士論文，有張宏誠〈臺灣解嚴後縣市文學獎研究(1987~2010)〉、劉麗卿〈清代臺灣八景與八景詩〉、蘇玉筑〈當代臺灣「大臺中」書寫─以中、彰、投四縣市作家作品為探討對象〉、張淑玲〈臺灣南投地區傳統詩研究〉、黃宏介〈南投地區民間現存傳統詩社研究〉等論文。總之，南投地區的傳統詩、傳統詩社、當作的作家作品等議題，已經有人研究，雖然數量不多，有很大的進步空間，但已經不是文學研究的空白區域。
民間文學與古典文學
縣文化局在2006年出版《生事歸清恬：張達修詠讚台灣漢詩百首精選譯註》與《醉草園文集》；竹山鎮公所在2002年出版《竹山民間故事集》。詳細情況請見「南投縣文學資料館」網站的「文學年表」。
基金會、文學團體
推廣及贊助文學活動的基金會，目前有「南投縣文化基金會」；地方性的文學社團有「南投縣文藝寫作協會」、「南投藍田書院詩學研究社」。
文學活動
南投縣文化局每年舉辦「玉山文學獎」徵文活動、頒獎典禮，並且將得獎作品的集結出版。其次，縣文化局已經建構「南投縣文學資料館」，並且在南投中興新村虎山藝術館的後山，設置「南投縣文學步道」步道上設19座文學導覽牌，將作家的文學佳句雕刻在玉石或琉璃上，供民眾閱覽。此外，縣文化局還陸續出版「南投縣文學家作品集」。詳細情況請見「南投縣文學資料館」網站的「文學年表」。
縣籍作家
在南投縣出生的作家、文學評論者有：張良澤、白棟樑、天官賜（本名：孔維勤）、李文賢、林柏維、郁馥馨、單德興、游喚（本名：游志誠）、黃忠慎、熊秉元、劉靜娟、潘煊(本名：潘玉秀)、盧兆琦、賴樹明 、鄧相揚、向陽 (詩人)、陳千武、岩上、李威熊、李瑞騰、王灝、林廣、林世明等人。

### 電視廣播

#### 廣播電台
省都廣播電台（英語：Metropolitan Broadcasting Corp.），全称省都广播股份有限公司，係台湾南投縣的一家广播电台，1996年创立。

##### 節目
週一至週六：
- 0時－7時：單元插播節目，播放歌曲、輕音樂。
- 7時－翌日0時：由主持人主持節目，除23時－翌日0時的「省都晚安」節目外，每集節目均播出 2 小時。

週日：全日為「省都音樂網」節目，由節目部製作播出。

##### 語言
據2011年8月的節目表，閩南語約佔播放總時數的60%，國語約佔40%。

##### 爭議事件
該電台孫姓節目主持人在節目中介紹商品時，因涉及誇大宣傳，於2009年被台中市政府衛生局依《食品衛生管理法》處以罰鍰。孫氏雖不服提起行政訴訟，但終為法院駁回。

#### 電視廣播頻道
| 电视频道 | 頻道     |
| -------- | -------- |
| 民視     | 第5頻道  |
| 台視     | 第7頻道  |
| 中視     | 第9頻道  |
| 華視     | 第11頻道 |
| 公視     | 第13頻道 |

| 頻率       | 電台名稱                      |
| ---------- | ----------------------------- |
| 89.1 兆赫  | 太陽電台                      |
| 89.5 兆赫  | 快樂聯播網                    |
| 89.9 兆赫  | 飛碟聯播網                    |
| 90.3 兆赫  | 好事聯播網                    |
| 91.5 兆赫  | 中台灣廣播電台（HitFM聯播網） |
| 92.9 兆赫  | 城市廣播網                    |
| 93.7 兆赫  | 省都廣播電台                  |
| 94.5 兆赫  | 警廣治安交通網台中台          |
| 97.7 兆赫  | 古典音樂臺                    |
| 98.1 兆赫  | 教育廣播電台                  |
| 99.1 兆赫  | 大千電台                      |
| 99.7 兆赫  | 南投廣播                      |
| 100.1 兆赫 | 台北國際社區廣播電台(ICRT)    |
| 100.7 兆赫 | 台中廣播                      |
| 102.1 兆赫 | 中廣流行網                    |
| 104.5 兆赫 | 漢聲廣播電台                  |
| 105.1 兆赫 | 警廣全國治安交通網            |
| 106.1 兆赫 | 全國廣播                      |
| 107.8 兆赫 | 復興廣播電台                  |

### 體育
體育比賽
- 南投盃國際暨全國撐竿跳高比賽
- 2003年亞洲輕艇錦標賽（輕艇激流）
- 2008全國中小學運動會
- 2008全國中等學校運動會
- 2011全國中等學校田徑錦標賽
- 2011亞洲盃女子壘球錦標賽-德興棒球場
- 2012全民運動會
- 2013年亞洲輕艇錦標賽（輕艇激流）
- 2015全國原住民族運動會
- 2018東亞盃女子壘球錦標賽-縣立棒球場
- 2023年U-15亞洲盃女子壘球賽

## 教育

### 各級學校
南投縣現有大專院校4所，分別為國立暨南國際大學、國立中興大學南投分部等2所一般大學，南開科技大學等1所技專校院，以及一貫道崇德學院、三育基督學院等2所宗教研修學院共5校:71－75，公私立高級中學15所，分別有國立中興高級中學、國立南投高級中學、國立竹山高級中學、國立暨南國際大學附屬高級中學、南投縣立旭光高級中學、南投縣私立五育高級中學、南投縣私立普台高級中學、南投縣私立三育高級中學等8所普通型高級中學，國立南投高級商業職業學校、國立草屯高級商工職業學校、國立埔里高級工業職業學校、國立仁愛高級農業職業學校、國立水里高級商工職業學校、南投縣同德高級中等學校等5所技術型高級中學，以及弘明實驗高級中學、南投縣復臨國際實驗教育機構等2所實驗性中學共16校:61－70。其他公立教育機構計有32所國民中學:55－58、137所國民小學:48－55以及國立南投特殊教育學校等1所特殊學校:76－85。

### 公共圖書館
- 國立公共資訊圖書館中興分館
- 南投縣政府文化局圖書館
- 南投市立圖書館
- 名間鄉立圖書館
- 鹿谷鄉立圖書館
- 中寮鄉立圖書館
- 集集鎮立圖書館
- 竹山鎮立圖書館
- 草屯鎮立圖書館
- 水里鄉立圖書館
- 仁愛鄉立圖書館
- 國姓鄉立圖書館
- 魚池鄉立圖書館
- 欣榮紀念圖書館
- 埔里鎮立圖書館
- 信義鄉立圖書館

## 交通

### 大眾運輸

#### 鐵路
- 臺灣糖業鐵路：南投縣境內曾於1916年時開通彰南線。因業績清淡的問題，而於1919年廢止。
- 臺灣鐵路公司：集集線。
- 阿里山森林鐵路：對高岳車站（每週一停靠一班郵輪式列車）
- 台灣高速鐵路：縣內並未設站，但鄰近高鐵彰化站。

#### 客運
- 南投客運
- 彰化客運
- 員林客運
- 豐榮客運
- 總達客運
- 統聯客運
- 全航客運
- 國光客運
- 台中客運
- 台西客運
- 杉林溪遊樂事業

##### 雲林縣市區公車
| 路線號碼 | 營運區間           | 營運業者 | 備註 |
| 701      | 斗六－荷包村－草嶺 | 台西客運 |      |

##### 南投縣公車
| 路線號碼 | 營運區間                   | 營運業者                     | 備註                                              |
| 1        | 埔里－法治                 | 南投客運                     | 1A行駛法治－埔里－暨南大學 1B行駛埔里－暨南大學   |
| 2        | 清境農場國民賓館－青青草原 | 南投客運                     | 假日行駛                                          |
| 3        | 草屯－中興－溪頭           | 南投客運、彰化客運、員林客運 | 3A行駛草屯－彰南路－溪頭 3B行駛南投－彰南路－溪頭 |
| 5        | 南投高中－水里商工         | 總達客運                     | 原6311移撥                                        |

##### 彰化縣公車
| 路線號碼 | 營運區間            | 營運業者           | 備註                                |
| 9        | 彰化－國道3號－溪頭 | 彰化客運、員林客運 | 9A延駛鹿港 9B延駛和美               |
| 10       | 員林－國道3號－溪頭 | 彰化客運、員林客運 | 10A延駛溪湖                         |
| 15       | 二林－國道3號－溪頭 | 員林客運           | 台灣好行溪頭B線，行經高鐵彰化站。   |
| 17       | 彰化－縣－草屯      | 彰化客運           | 17A繞駛台鳳社區 17B延駛南開科技大學 |

##### 臺中市公車
| 路線號碼 | 營運區間   | 營運業者 | 備註                                                               |
| 108      | 港尾－草屯 | 台中客運 | 原公路客運6873，2013年1月1日移撥，經一中商圈、臺中車站、亞洲大學。 |

### 纜車
- 日月潭纜車
- 九族文化村

### 公路

#### 國道
- 福爾摩沙高速公路（國道三號）
  - 草屯交流道
  - 中興系統交流道（連接台76線）
  - 中興交流道
  - 南投交流道
  - 南投服務區
  - 名間交流道
  - 竹山交流道
  - 南雲交流道
- 水沙連高速公路（國道六號）
  - 東草屯交流道
  - 國姓交流道
  - 北山交流道
  - 愛蘭交流道
  - 埔里交流道
  - 埔里端

#### 快速公路
- 台76線：東西向快速公路漢寶草屯線

#### 省道
- 台3線：中潭公路（台中草屯段）
  - 台3甲線
  - 台3丙線
- 台8線：中部橫貫公路
- 台14線：中潭公路（草屯埔里段）、埔霧公路
  - 台14甲線：中橫公路霧社支線
  - 台14乙線
  - 台14丁線
- 台16線：西起南投縣名間鄉，途中經水里鄉頂崁村水信路段與台21線共線至頂崁村苗圃，往信義鄉地利村方向續行可至合流坪附近的孫海橋頭。
- 台18線：嘉義玉山線（玉山景觀公路）
- 台21線：中潭公路（埔里日月潭段）、玉山景觀公路水里玉山線
  - 台21甲線：日月潭環潭公路
- 台63線：中投公路
  - 台63甲線

#### 縣道
- 縣道131號
- 縣道133號
- 市道136號
- 縣道139號
  - 縣道139乙線
- 縣道147號
- 縣道148號
- 縣道149號
  - 縣道149甲線
  - 縣道149乙線
- 縣道150號
- 縣道151號
  - 縣道151甲線
- 縣道152號
- 縣道158甲線

## 旅遊

### 文化設施
南投市
- 臺灣省政資料館
- 竹藝博物館
- 南投縣縣史館
- 南投陶展示館
- 國史館臺灣文獻館
- 台灣麻糬主題館

草屯鎮
- 寶島時代村
- 臺灣工藝文化園區
- 國立臺灣工藝研究發展中心陳列館
- 光慧文教館

埔里鎮
- Cona's妮娜巧克力夢想城堡
- 造紙龍手創館
- 木生昆蟲博物館
- 牛耳藝術公園
- 尚古陶瓷博物館
- 埔里酒廠
- 偏遠醫療宣教歷史見証文化館
- 源野號動物標本陳列教育館
- 錦吉昆蟲館
- 龍南天然漆文物館
- 中台世界博物館
- 天元佛院

仁愛鄉
- 泰雅文物館
- 國立南投自然史教育館

集集鎮
- 特有生物研究保育中心（保育教育館）
- 添興窯陶藝村（集集蛇窯）
- 集集鐵路文物博覽館

水里鄉
- 水里蛇窯陶藝文化園區
- 玉山國家公園
- 梅子博物館
- 林班道體驗工廠

魚池鄉
- 九族文化村
- 日月潭孔雀園
- 林淵樸素藝術紀念館

竹山鎮
- 采棉居寢飾文化觀光工廠
- 竹藝文化園區
- 國立自然科學博物館車籠埔斷層保存園區

鹿谷鄉
- 國立自然科學博物館鳳凰谷鳥園生態園區
- 鹿谷鄉竹藝文化館
- 鹿谷鄉地方文化館
- 鹿谷鄉農會茶葉文化館

### 觀光景點

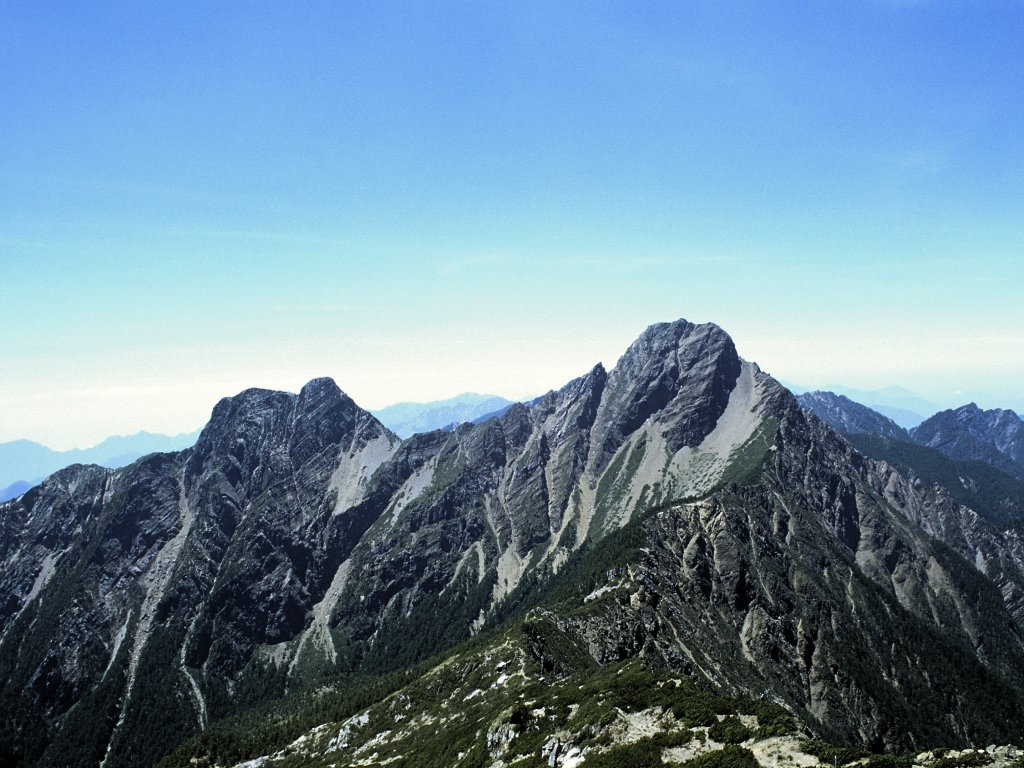
玉山

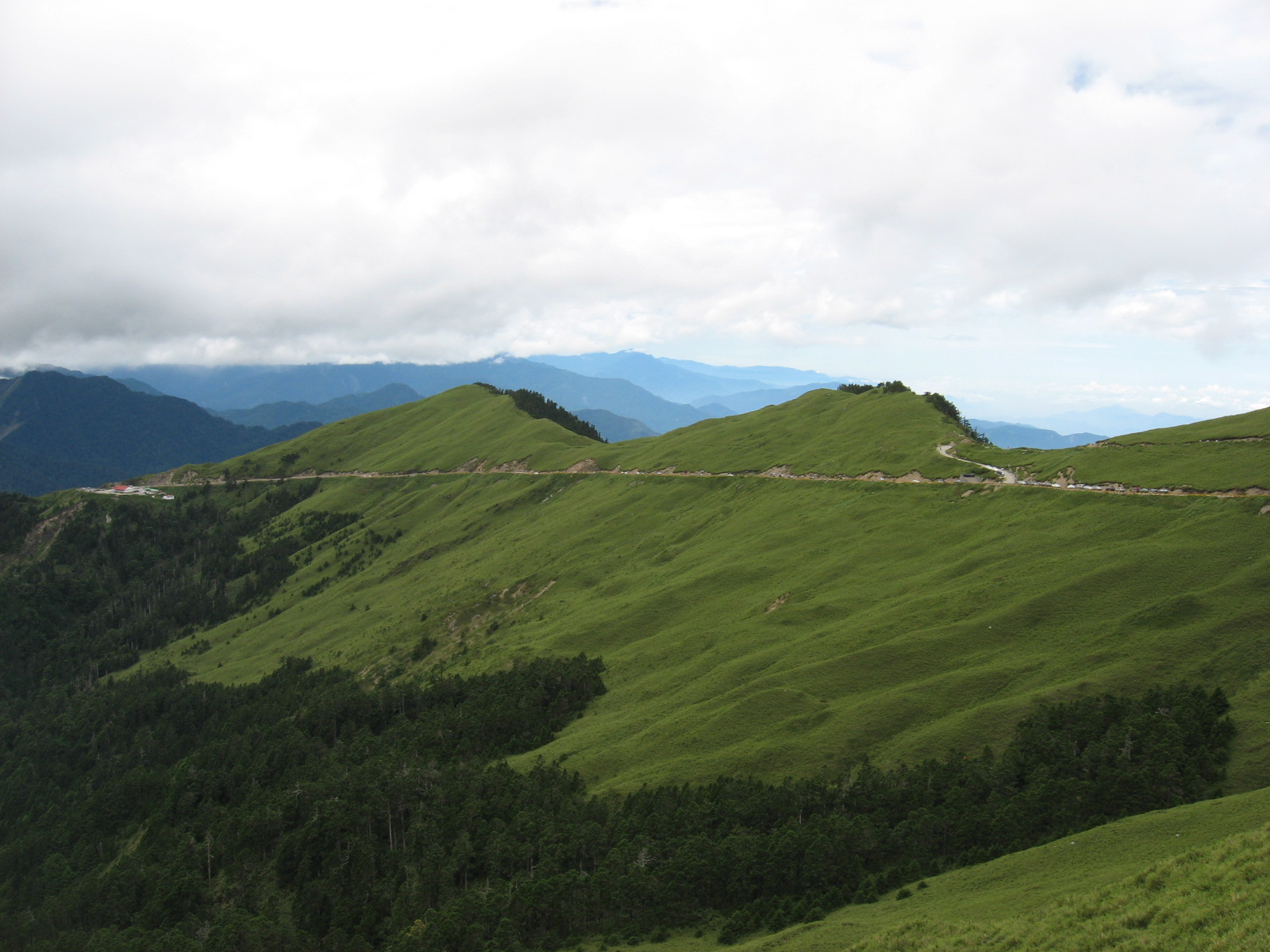
合歡山

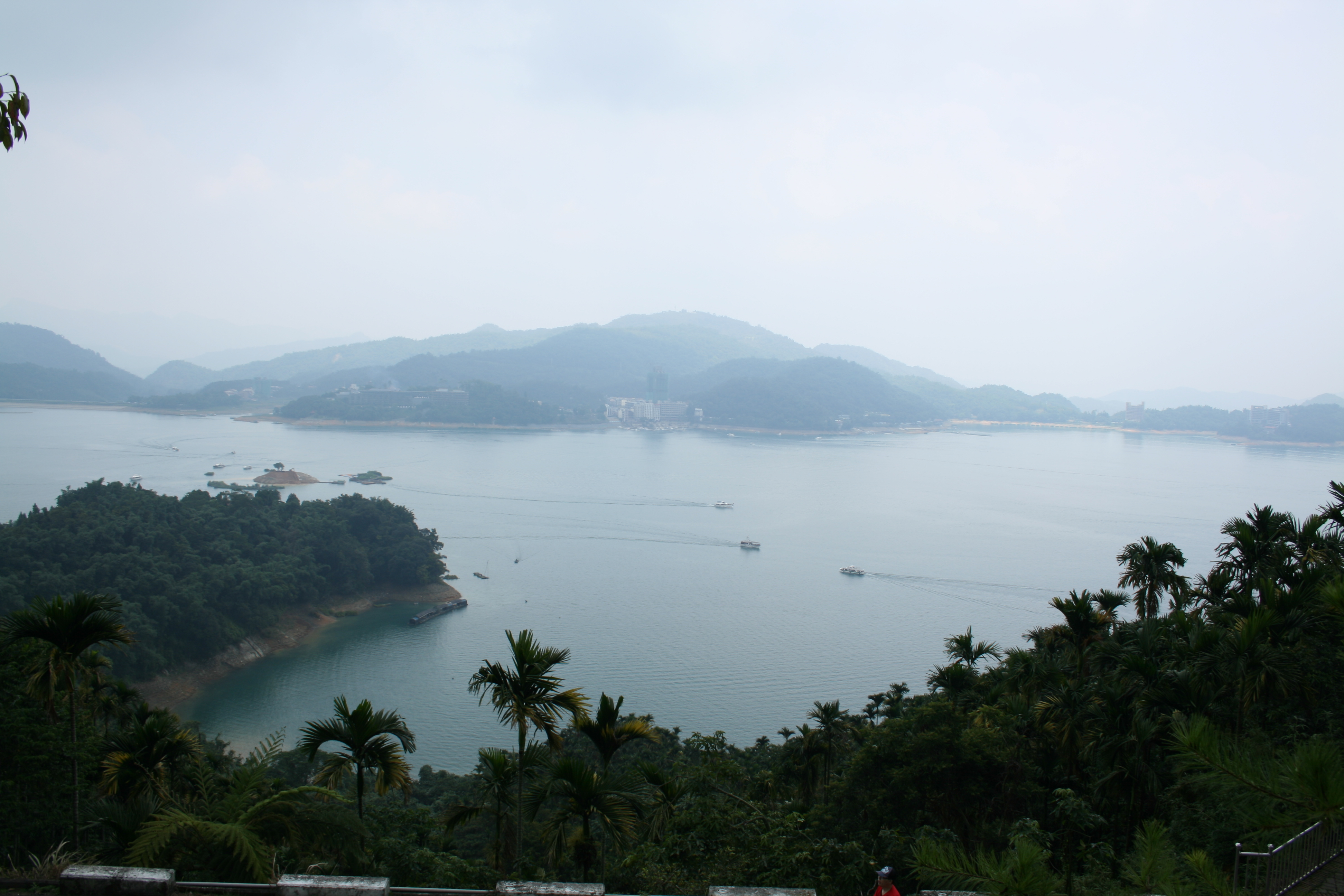
日月潭

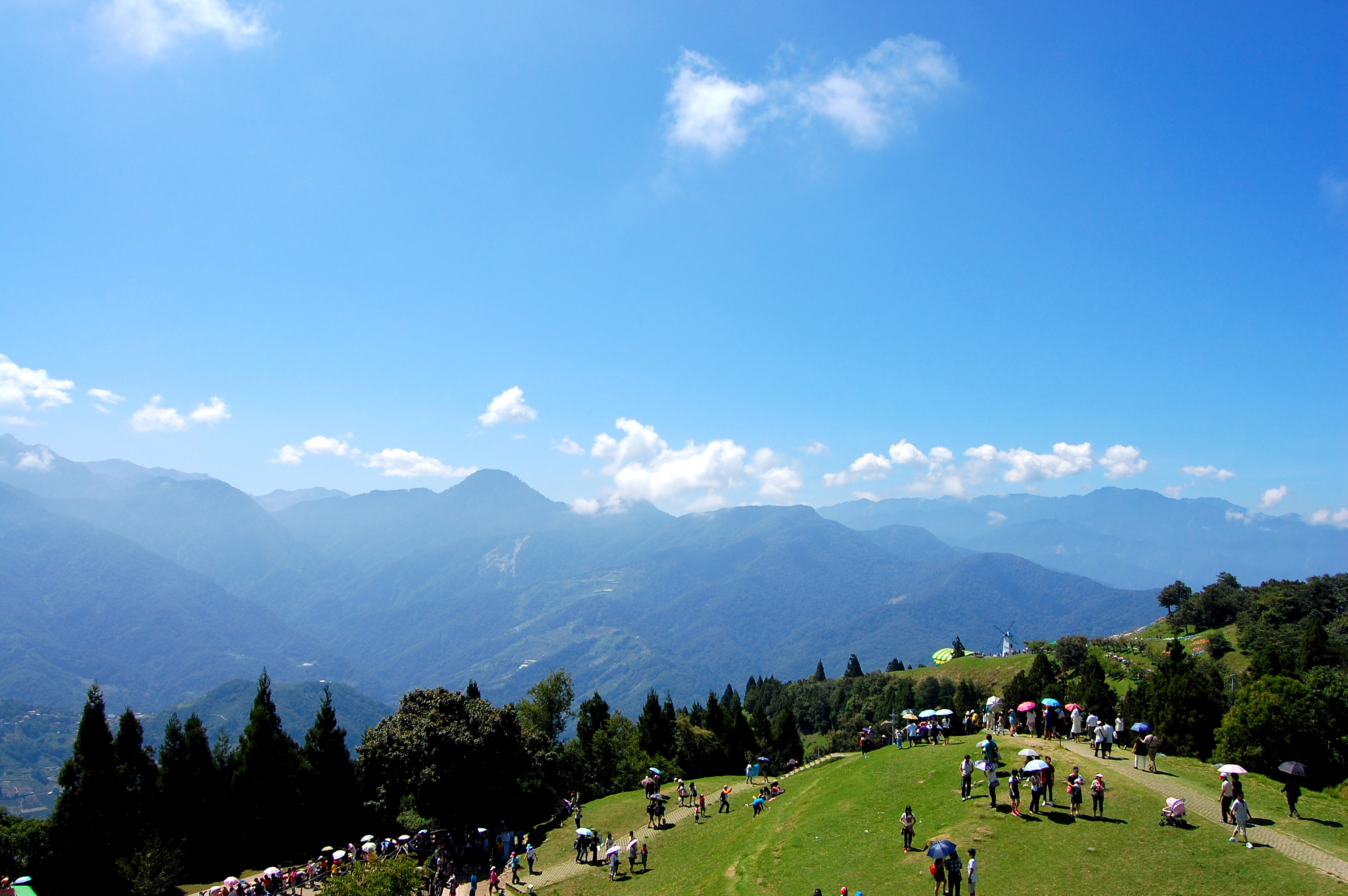
清境農場

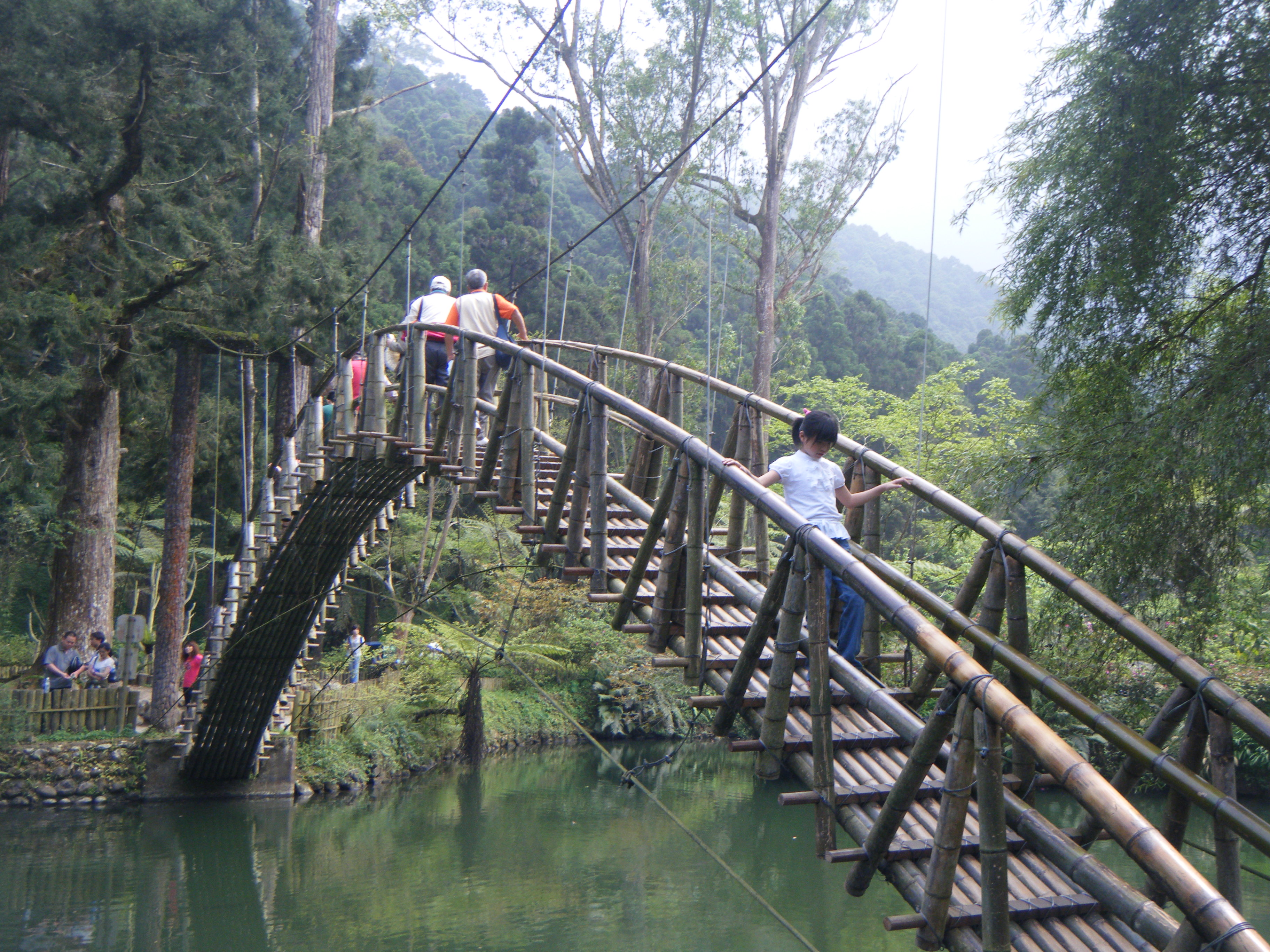
溪頭

- 玉山國家公園（部分）
- 太魯閣國家公園（部分）
- 日月潭國家風景區
- 参山國家風景區的梨山風景區（部分）
- 合歡山國家森林遊樂區
- 奧萬大國家森林遊樂區
- 溪頭森林遊樂區
- 杉林溪森林遊樂區
- 清境農場
- 風櫃斗
- 廬山溫泉
- 東埔溫泉
- 春陽溫泉
- 泰雅渡假村
- 鷹取Paper Dome紙教堂
- 台灣地理中心碑
- 惠蓀林場
- 丹大林道
- 水里蛇窯
- 鳳凰谷鳥園
- 霧社
- 丹野農場
- 龍鳳瀑布
- 中台禪寺
- 日月潭文武廟
- 南投縣文化園區
- 九族文化村
- 南投酒廠
- 埔里酒廠
- 南投碧山巖
- 社寮紫南宮
- 萬年神木
- 忘憂森林
- 水漾森林
- 龍鳳瀑布
- 太極峽谷(石杭峽谷)
- 麒麟潭
- 石城谷
- 七彩湖
- 九九峰
- 松柏嶺
- 武昌宮
- 玄奘寺
- 松柏嶺受天宮
- 巴庫拉斯
- 造紙龍手創館
- 牛耳藝術渡假村
- 埔里恆吉宮
- 集集廣盛宮

## 外部連結
- 南投縣政府 （页面存档备份，存于）（繁體中文）（英文）
- 南投縣政府的Facebook專頁
- YouTube上的南投縣政府頻道